# Berlina aerodinamica
La berlina aerodinamica, anche detta berlina profilata era un'autovettura di tipo berlina, tipica dei tardi anni 30 del XX secolo, caratterizzata da una carrozzeria profilata a due volumi che ne garantiva una maggiore aerodinamicità.

## Origine e diffusione delle berline aerodinamiche

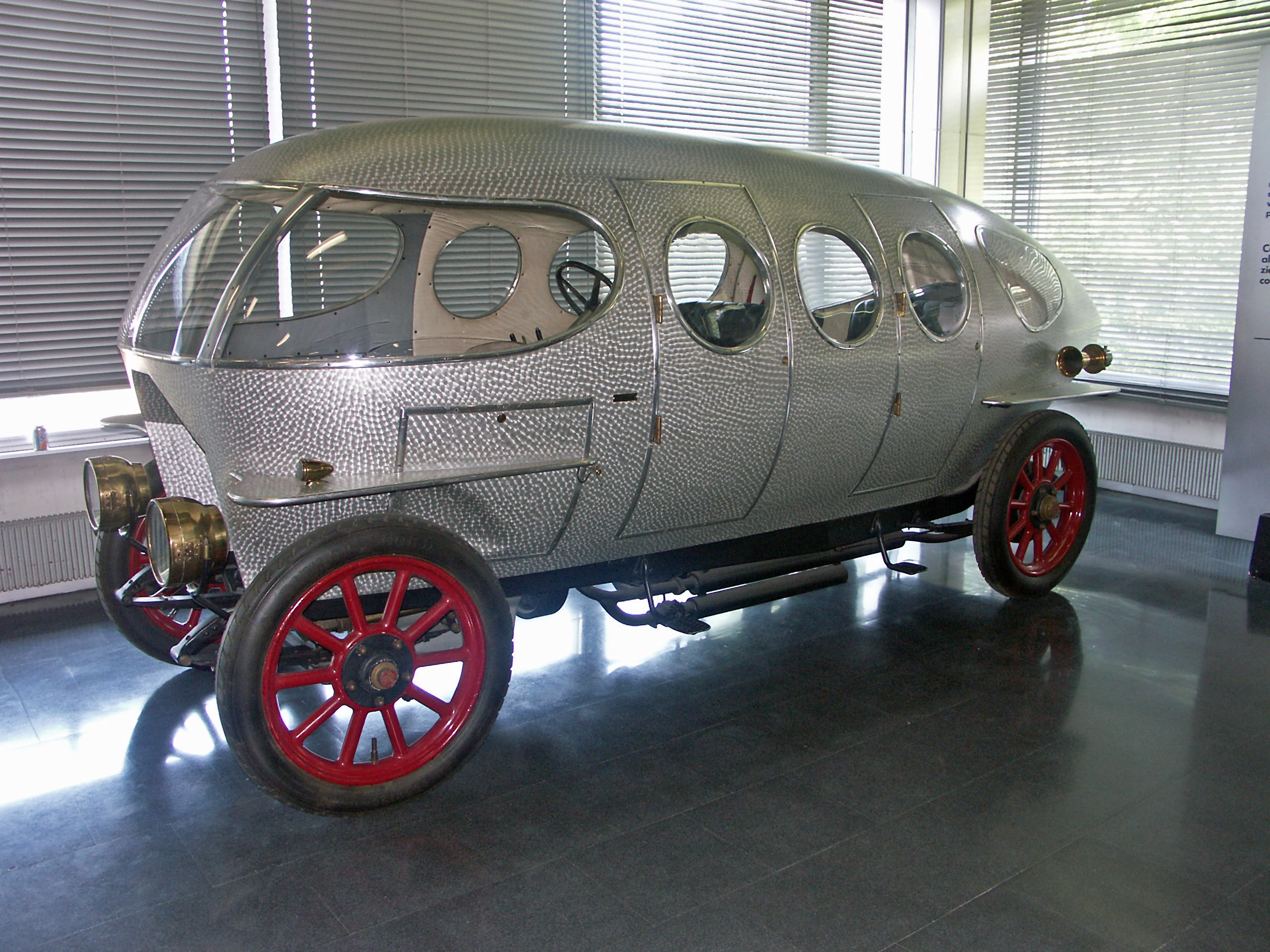
La replica dell'ALFA 40-60 HP carrozzata da Castagna per il conte Ricotti

La nascita di questo tipo di carrozzeria fu la logica conseguenza dello studio legato all'aerodinamica intrapreso già da diversi anni un po' in tutto il mondo, sia da parte di costruttori già affermati, sia da parte di piccole realtà industriali sempre attive in campo automobilistico, sia ancora da parte di ingegneri indipendenti che lavoravano sempre nel settore dell'aerodinamica. Pionieri in tale campo furono in gran parte personaggi provenienti dal mondo dell'industria aeronautica o da esso ispirati, ma non mancarono anche costruttori che in campo aeronautico mai si erano cimentati. Così, mentre le sperimentazioni di questi ultimi ebbero come risultato quello di dare origine alle allora note carrozzerie di tipo torpedo, quella che può essere definita come la prima vettura a basso coefficiente di penetrazione aerodinamica, ossia la Alfa 40-60 HP Ricotti, fu realizzata dalla carrozzeria Castagna nel 1914, ispirata a forme aeronautiche e già disponeva, in teoria, dei requisiti necessari per poter essere inclusa nella categoria delle berline aerodinamiche. I tempi non erano di certo maturi per una vettura del genere ma, nonostante la 40-60 HP sia rimasta un esemplare unico, gli studi in tutta Europa proseguirono e nel decennio seguente videro importanti contributi dati dagli austriaci Edmund Rumpler e Paul Jaray, provenienti da esperienze lavorative nell'industria aeronautica e che proprio all'inizio degli anni '20 diedero rispettivamente alla luce la Rumpler Tropfenwagen e la Jaray Ley T6. In quegli anni, l'applicazione dell'aerodinamica in campo automobilistico dava luogo sistematicamente a vetture troppo in anticipo sui tempi e quindi con poco successo commerciale al proprio attivo. In seguito, Jaray cominciò a lavorare con un altro austriaco, Hans Ledwinka, e con l'ungherese Béla Barényi, con i quali tracciò le linee della Tatra V570, una vettura che a quanto pare finì per ispirare la stessa Volkswagen Maggiolino.

Una Lancia Aprilia

Gli anni '30 videro finalmente il diffondersi delle prime soluzioni aerodinamiche applicate all'automobile, dapprima come semplici espedienti limitati più che altro all'applicazione di parabrezza e calandre inclinate all'indietro, o anche a carrozzerie con linee squadrate ma con spigoli smussati. Nel 1934, la Mercedes-Benz mise in commercio la Mercedes-Benz Typ 130, berlina a motore posteriore venduta in 4.298 esemplari e già caratterizzata da stilemi che avrebbero trovato pieno consolidamento presso altri costruttori di lì a non molto. Fu infatti dalla seconda metà del decennio che cominciarono ad essere commercializzate in massa le prime vetture a quattro porte con carrozzeria profilata. Fu proprio a quel punto che nacquero le berline aerodinamiche. Tale concetto si espanse rapidamente in tutta Europa. Illustri rappresentanti di tale corrente stilistica furono le "nostre" Fiat 6C 1500 e Lancia Aprilia, mentre in Francia fecero tendenza le Peugeot 402, 302 e 202, nonché una buona parte della produzione Renault, ed in Cecoslovacchia fu la produzione Tatra (anch'essa firmata da Ledwinka) a dettare legge nel campo dell'avanguardia stilistica. Anche negli Stati Uniti si videro validi esempi di tale corrente, a cominciare dalla Cord 810 e dalle Packard 110 e 120, ma non mancarono modelli stravaganti come la monovolume Stout Scarab, destinata però ad una diffusione marginale. Anche in Germania si ebbero alcuni validi esempi, primo fra tutti proprio il Maggiolino, all'epoca denominato semplicemente Typ 1, oppure alcuni modelli della produzione Adler e DKW. Alcuni costruttori proponevano per alcuni propri modelli una gamma che comprendeva sia una berlina tradizionale sia una berlina aerodinamica, e questo per venire incontro al maggior numero possibile di gusti della clientela. Questo fu il periodo d'oro per quanto riguarda la diffusione delle berline aerodinamiche: dopo la guerra tale concetto venne ripreso in Europa durante la seconda metà degli anni quaranta, anche sulla scia del successo che nel frattempo avevano ottenuto altri modelli negli Stati Uniti. Ma il termine di berlina aerodinamica cadde rapidamente in disuso, nonostante vi fossero ancora validi esempi in tal senso. A contribuire alla scomparsa di tale tipo di carrozzeria contribuì la nascita delle cosiddette carrozzerie ponton, avutasi durante i primi anni 50.

## Gli anni successivi

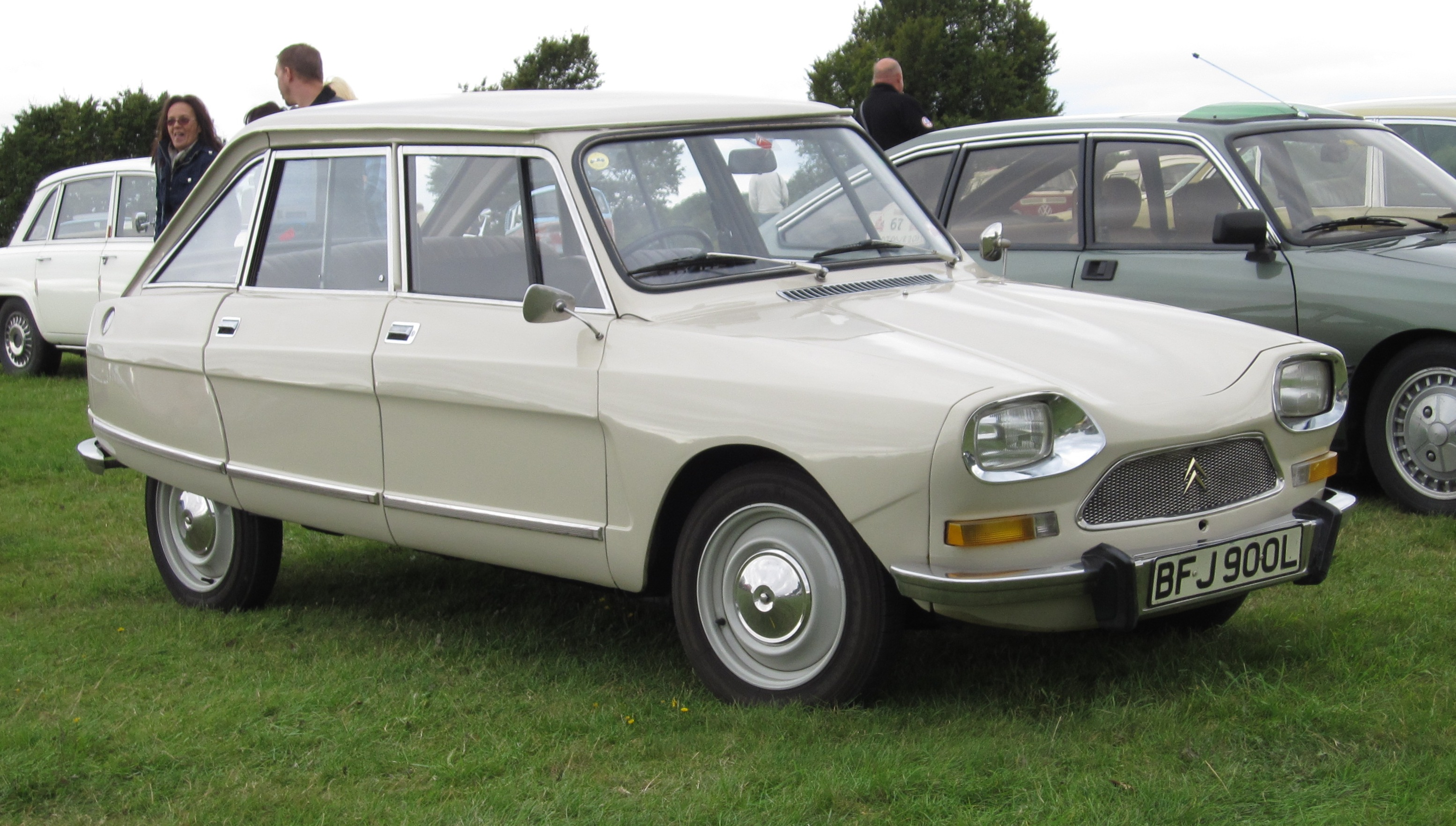
Citroen Ami 8 del 1972.

Gli anni successivi alla scomparsa del termine berlina aerodinamica videro comunque alcuni tentativi, da parte di alcune case automobilistiche, di riproporre concetti simili con l'introduzione delle cosiddette carrozzerie di tipo fastback. Durante gli anni 60 e 70 furono principalmente i francesi a portare avanti un concetto assai simile a quello degli anni trenta, con la Renault che introdusse modelli come le Renault 4, Renault 6, Renault 16, 20 e 30, nonché la Citroën, che, oltre al perdurante successo della Citroën 2CV, produsse le Citroën Dyane, Citroën Ami 8, Citroën GS e CX. Anche in Gran Bretagna si ebbe qualche tentativo, visibile soprattutto con l'introduzione della Rover SD1. In Italia, i tentativi furono meno numerosi e rimasero limitati quasi esclusivamente alle berline Lancia Gamma e Lancia Beta e all'Alfasud. Nell'allora Germania Ovest, non si tentò più granché: i successivi studi sull'aerodinamica portarono piuttosto alla realizzazione di berline classiche, ma dotate di un più ridotto coefficiente di penetrazione (per esempio la terza generazione dell'Audi 100 o la prima generazione della Opel Omega). In generale, però, non si arrivò più a quelle forme morbide e profilate delle vetture prodotte fra il 1935 ed il 1939: l'esigenza di realizzare vetture sempre più spaziose costrinse i progettisti a sacrificare certi orientamenti stilistici in favore di altri più razionali.